# Sodna palača, Piran
Sodna palača je zgodovinska stavba na Tartinijevem trgu, glavnem trgu v Piranu. Danes je v njej sedež Okrajnega sodišča.

## Zgodovina
Sodna palača je bila zgrajena na mestu, kjer je bil od 1301 Fontik (Fonticum oz. Fontico) tj. občinsko skladišče za žito in moko, ki so mu v 16. stoletju (1634) dodali še stavbo zastavljalnice (Monte di Pietà). Načrte za predelavo v sedanjo stavbo je v letih 1885-1886 izdelal G. Mosso. V stavbo so zahodni strani vključena baročna vrata nekdanjega fontika in zastavljalnice, na vzhodni strani pa nekdanja mestna vrata sv. Jurija.